# Nultolerantiebeleid
Een nultolerantiebeleid (Engels: zero-tolerance policy; in Nederland meestal zerotolerancebeleid genoemd) is een beleid waarbij zelfs het kleinste vergrijp (hard) bestraft wordt.
Men bedoelt hier met name overheidsbeleid mee, waarbij zonder pardon hard wordt opgetreden tegen zelfs de kleinste uiting van criminaliteit en overlast. Volgens de theorie hierachter dient men iedere overtreding hard te bestrijden en geen enkele afwijking van de wet toe te staan. 
Voorbeelden van nultolerantiebeleid zijn het politiebeleid dat Rudolph Giuliani als burgemeester van New York voerde om de overlast en verpaupering terug te dringen en het beleid van Singapore, waar zelfs het op de grond spugen van kauwgom beboet wordt.

## Nederland en Vlaanderen
Ook in Nederland en Vlaanderen wenst de overheid op bepaalde terreinen een nultolerantiebeleid te voeren.
Voorbeelden van nultolerantiebeleid in Nederland:
- Het beleid van sommige scholen tegen pesten.
- Het verbod op het openbaar nuttigen van alcohol: hierop staat een boete van € 85.
- Het boete-beleid van de Nederlandse Spoorwegen; € 50 boete voor iedereen die zonder geldig vervoersbewijs reist.
- Wie zijn minicontainer buiten de toegestane tijden op zijn straat zet, krijgt een boete.

In Vlaanderen hanteert de politie van de steden Mechelen en Lokeren een nultolerantiebeleid.

## Afwegingen
Er zijn verschillende afwegingen en argumenten voor en tegen nultolerantiebeleid. De voorstanders hanteren vaak de volgende argumenten:
- Specifiek preventief effect, doordat men zich weet dat de straf altijd op het vergrijp volgt;
- Algemeen preventief effect (broken window theorie), mensen die met normschendingen in de omgeving geconfronteerd worden meer geneigd ook normen te schenden. Door te laten zien dat dit niet getolereerd wordt en het afschrikkend effect van de straf, worden normschendingen ontmoedigd;
- Genoegdoening en vergelding, door iedere overtreder te straffen wordt het rechtvaardigheidsgevoel bevredigd;
- Kruimeldiefjes van vandaag zijn de kingpins van morgen; door de eerste misstap af te stoppen en te bestraffen worden verdere misstappen voorkomen.
- De aard van de normschending. Normschendingen gericht tegen persoonlijke integriteit worden kwalijker gevonden dan financiele normen, om deze reden wordt sneller nultolerantie jegens kinderporno en verkeersdelicten in acht genomen dan tegen oplichting of fraude.

Hier worden echter ook argumenten tegen ingebracht.
- De pakkans kan zo laag zijn dat er geen afschrikkend effect van de straf uitgaat;
- Normschendingen kunnen andere achtergronden hebben dan het feit dat men er al dan niet ongestraft mee wegkomt, bijvoorbeeld een crime passionel;
- Handhaving kost geld en gaat ten koste van andere prioriteiten;
- Dit kan in de samenleving nou juist tot kritiek in plaats van genoegdoening leiden, met name wanneer ernstiger delicten door capaciteitsgebrek niet vervolgd worden;
- Door ´crowding out´ effecten kan bij financiele sancties het aantal normschendingen toe- in plaats van afnemen, omdat intrinsieke motivatie (ik rij niet te hard omdat dat gevaarlijk is) vervangen wordt door economische motivatie (ik rijd niet te hard omdat ik geen boete wil betalen maar als ik dat wel wil of kan is te hard rijden geen probleem). Hierdoor wordt vaker te hard gereden, worden boeken nog vaker te laat en nog later bij de bibliotheek ingeleverd en worden huurfietsen nog vaker beschadigd ingeleverd.